# Währungsreserve
Währungsreserven (auch Valutareserven) sind die von einer Zentralbank auf der Aktivseite ihrer Bilanz in Fremdwährung, Edelmetallen (Goldreserven), Sonderziehungsrechten und Reservepositionen im Internationalen Währungsfonds gehaltenen Mittel zu Devisenmarktinterventionen und zur Finanzierung von Außenhandelsdefiziten.

## Allgemeines
Währungsreserven werden in der Zahlungsbilanz (Unterkonto: Kapitalbilanz, Devisenbilanz) eines Landes oder einheitlichen Währungsraumes erfasst. Sie liegen meist in Form von Guthaben auf kurze Sicht beziehungsweise auf liquiden Mitteln vor. Sie entstehen durch Leistungsbilanzüberschüsse eines Staates oder Wirtschaftsraumes. Prinzipiell handelt es sich um Nettowährungsreserven, wenn die Fremdwährungsschulden der eigenen Währungsbehörde von den gesamten Währungsreserven, also Bruttowährungsreserven, subtrahiert wurden.

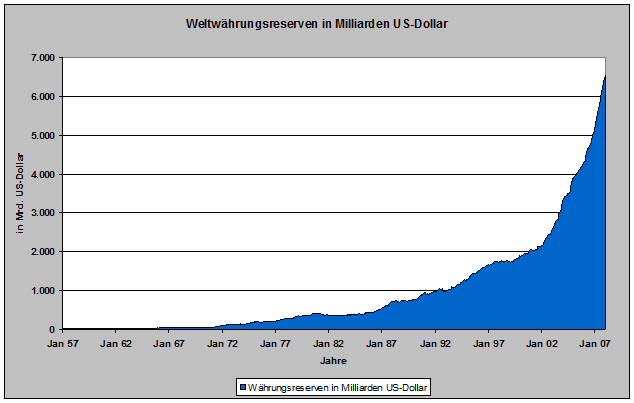
Internationale Währungsreserven von 1957 bis 2007 in Mrd. US-Dollar

## Entwicklung
Die Geschichte der Währungsreserven ist eng mit der Entwicklung der Geld- und Devisenmärkte und der verschiedenen Währungssysteme verbunden. Währungsreserven dienen der Gestaltung von Währungspolitik.

### Geschichte
Das späte 19. und frühe 20. Jahrhundert ist überwiegend vom klassischen Goldstandard mit Goldumlaufswährung/Goldwährung (Gold, Banknoten und Scheidemünzen zirkulieren) und der damit verbundenen Goldparität gekennzeichnet. In Deutschland etwa wurde 1875 die sogenannte „Dritteldeckung“ eingeführt, wonach der Betrag der umlaufenden Banknoten zu einem Drittel durch Goldreserven gedeckt sein musste. Nach dem Ersten Weltkrieg herrschten kurzfristig freie flexible Wechselkurse in Form der Goldbarrenwährung/Goldkernwährung (nur Banknoten zirkulieren). Ab 1924 kehrten die meisten Länder zu festen Wechselkursen zurück. Sie folgten nun einem Golddevisenstandard, das heißt, dass ihre Zentralbanken Gold oder Devisen im Wert eines Teils der umlaufenden Geldsumme vorrätig hielten. Dieses System brach in der Weltwirtschaftskrise zusammen. Die Zeit nach dem Zweiten Weltkrieg ist dagegen vom 1944 im amerikanischen Bretton Woods beschlossenen Abkommen über die Gründung des Internationalen Währungsfonds (IWF) und der Einführung der Konvertierbarkeit aller Währungen geprägt. Der US-Dollar avancierte zur internationalen Leitwährung, die US-Notenbank verpflichtete sich dafür, Dollar zu einem festgelegten Kurs in Gold zu tauschen. Diese Verpflichtung konnte Anfang der 1970er Jahre aufgrund des enormen Leistungsbilanzdefizits der USA nicht mehr eingehalten werden. Die USA gaben daraufhin den Wechselkurs des Dollars frei und setzten die Goldkonvertibilität des Dollars außer Kraft. Das Fixkurssystem war endgültig gescheitert. Gold als wichtigstes Reserveaktivum wurde durch die Sonderziehungsrechte abgelöst und verlor bis heute nach und nach an Bedeutung.

### Gegenwart
Im 21. Jahrhundert wird die Sicherheit des Geldes überwiegend durch andere Währungen und die Funktion des Internationalen Währungsfonds sowie der Notenbanken in den einzelnen Mitgliedsländern garantiert.
Die globalen Währungsreserven betragen im Januar 2008 laut IWF rund 6,5 Billionen US-Dollar. Rund zwei Drittel der Reserven halten asiatische Staaten. In den letzten Jahren sind die Weltwährungsreserven stark angestiegen. Noch Anfang 2003 lagen diese bei ca. 2,3 Billionen US-Dollar. Im Dezember 2007 erreichten die Weltwährungsreserven einen Betrag von 6,561 Billionen US-Dollar. Steigen die Weltwährungsreserven wesentlich schneller als die Leistung der Weltwirtschaft, kann dieses ein Indikator für globale Inflation sein.

Anteil der Währungen an den Währungsreserven

Traditionellerweise nimmt der US-Dollar als einstige Leitwährung eine Schlüsselstellung ein. Inzwischen hat sich jedoch der Euro zunehmend als Alternative „auf Augenhöhe“ etabliert. Die Deutsche Bank prognostizierte 2007, dass der Euro-Anteil an den Währungsreserven bis zum Jahr 2010 schrittweise auf 30 bis 40 Prozent ansteigt. Sie begründet dies mit den großen Wechselkurs-Unsicherheiten, denen der US-Dollar ausgesetzt ist (unter anderem aufgrund des enormen Leistungsbilanzdefizits der USA). Die Bank vermutet, dass die Unsicherheit Stabilität suchende Zentralbanken zu einer stärkeren Diversifikation ihrer Reserven veranlassen könnte. Darüber hinaus ist in mehreren Ländern eine sukzessive Änderung der Währungspolitik (weg von einer reinen Dollarbindung, hin zu einer Bindung an einen Währungskorb) zu beobachten. Ein dritter Grund ist im Anstieg der Währungsreserven selbst zu sehen; Zentralbanken stehen unter politischem Druck, die Reserven zinsbringend anzulegen. Aus diesem Grund erscheint eine Diversifikationsstrategie lohnend.

## Bestandteile

### Devisen
Devisen werden im Zusammenhang mit der Währungsreserve grundlegend in drei verschiedene Forderungen eines Landes oder einheitlichen Wirtschaftsraumes gegenüber Devisenausländern unterteilt: Bankeinlagen, Wertpapiere und Einlagen bei der Bank für Internationalen Zahlungsausgleich (BIZ). Bei den Bankguthaben in ausländischer Währung wird wiederum hauptsächlich zwischen Tages- oder Termingeldern unterschieden. Die verbrieften Geldmarktanlagen außerhalb des eigenen Währungsgebietes bestehen zumeist in Form von relativ sicheren Schuldverschreibungen ausländischer Staaten und zunehmend aus anderen verzinslichen Anlagen in Wirtschaftsräumen oder Ländern in Fremdwährung, da hier eine höhere Rendite erzielt werden kann. Ebenfalls zu den Devisen zählen effektive Bestände an fremden Banknoten und Münzen, den sogenannten Sorten.

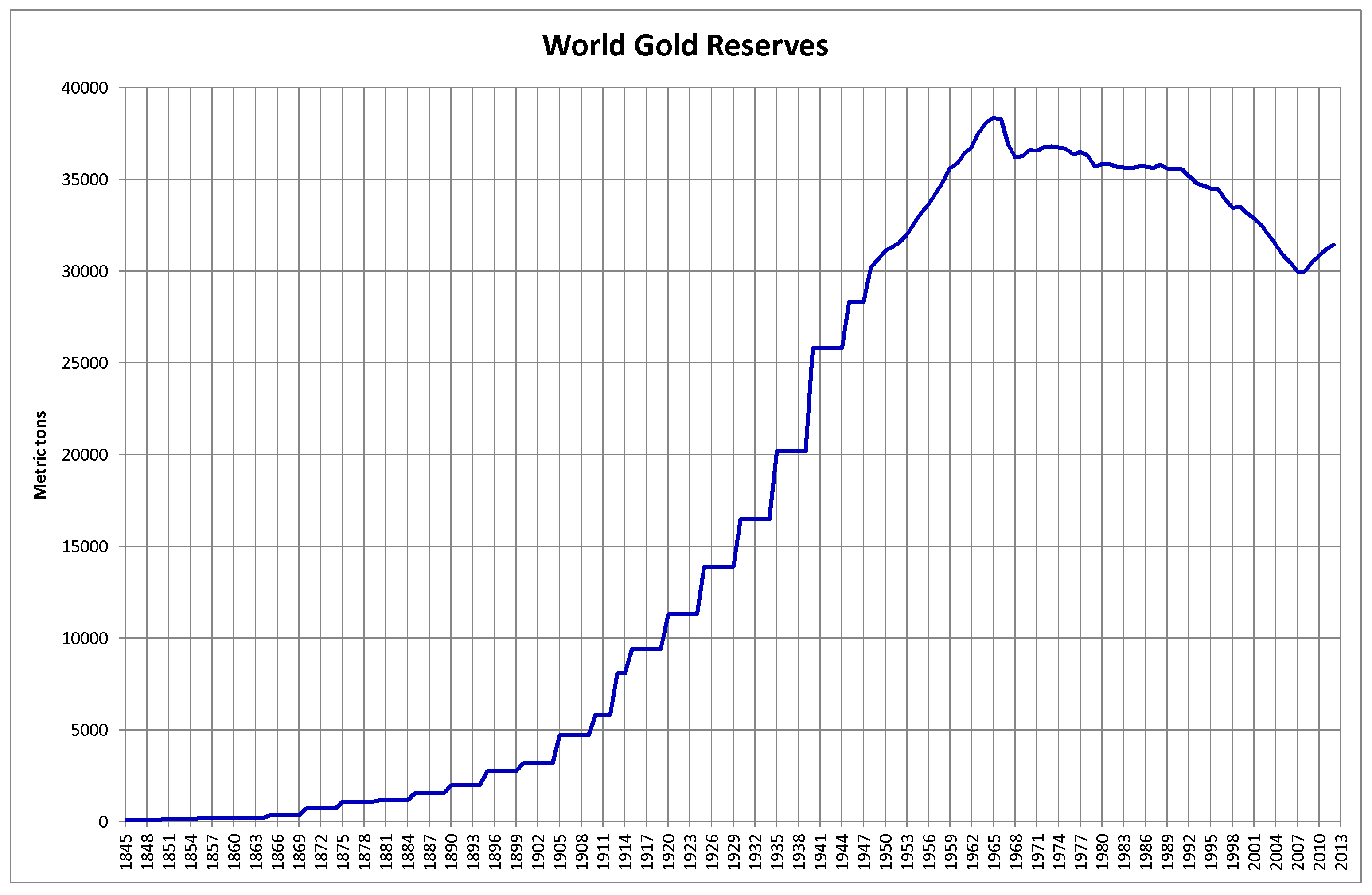
Internationale Goldreserven von 1845 bis 2012 in Tonnen

### Gold
Gold ist ein physisches Gut, welches in Form von Barren oder Münzen gehalten wird. Seine Menge kann eindeutig durch Wiegen bestimmt werden. In der Regel werden die Goldbestände der einzelnen Länder von den Zentral- bzw. Notenbanken gehalten. Veränderungen des Goldbestandes als Währungsreserve können aus Preis- und Mengenänderungen resultieren. Der Anteil der internationalen Goldreserven an den gesamten Währungsreserven ist in den letzten drei Jahrzehnten durch eine geringere Bedeutung für die Währungssicherung durch Gold (im Vergleich zu jener durch Fremdwährungen) und im geringen Umfang auch durch Verkäufe von 60 % im Jahr 1980 auf 9 % im Jahr 2005 zurückgegangen.

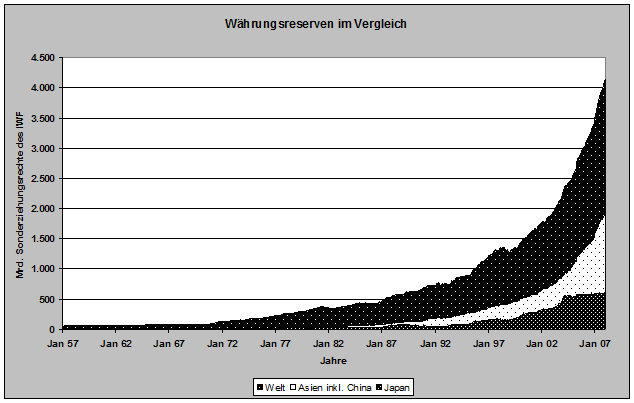
Internationale Währungsreserven von 1957 bis 2007 in Mio. Sonderziehungsrechten

### Sonderziehungsrechte (SZR)
Diese künstliche Währung, die nur als Buchgeld existiert, wurde 1969 von den im IWF vertretenen Staaten zusätzlich geschaffen, um der „Abschwächung des Reservewachstums und absoluten Verringerung der Goldreserven“ entgegenzuwirken und Liquidität für den internationalen Handel zu gewährleisten. Ihr Wechselkurs ist an einen Währungskorb (heute: US-Dollar, Euro, Yen, Yuan und Britisches Pfund) gebunden und sie können von den einzelnen Mitgliedern in Abhängigkeit von den jeweiligen Quoten (Höchstbetrag an Finanzmitteln, den der IWF zur Verfügung stellt) in Anspruch genommen werden.

### Reservepositionen im Internationalen Währungsfonds (Ziehrechte)
Es handelt sich um verzinsliche liquide Forderungen auf Guthabenbasis eines Mitgliedes gegenüber dem Internationalen Währungsfonds, welche bei Nachfrage eingelöst werden. Der Zinssatz richtet sich nach dem gewichteten Zins für kurzfristige Finanzanlagen der Mitgliedsstaaten Frankreich, Deutschland, Japan, dem Vereinigten Königreich und den Vereinigten Staaten.

## Bedeutung und Anwendungsbeispiel
Vereinfachtes Beispiel zur Stützung des Wechselkurses:
Voraussetzungen:
- Die Leistungsbilanz wird nur durch die Handelsbilanz beeinflusst; die Handelsbilanz ist zunächst ausgeglichen.
- Der „Saldo der Vermögensübertragungen“ findet keinen Niederschlag.
- Die Kapitalbilanz besteht nur aus den Positionen Wertpapiertransaktionen, Direktinvestitionen und Devisenbilanz.
- Die Zahlungsbilanz ist bei der jeweils gewählten Alternative immer ausgeglichen.
- Die Tatsache, dass langfristige Handelsbilanzdefizite problematisch sind, bleibt unberücksichtigt.

Wird bei Importgütern mit unelastischer Nachfrage der Preis angehoben, entstehen Leistungsbilanzdefizite im Inland. Da die importierten Güter in Fremdwährung bezahlt werden müssen, entsteht ein Nachfrageüberhang nach den Devisen des Exportlandes. Dieser Nachfrageüberschuss führt bei flexiblen Wechselkursen und ansonsten konstanten Bedingungen zu einer Abwertung der eigenen Währung. Ebendiese Abwertung der eigenen Währung kann durch Kapitalbewegungen der Währungsbehörden verhindert werden. Zum einen könnte das Ausland – etwa durch ein höheres Zinsniveau oder Anreize zu Direktinvestitionen im Inland – dazu veranlasst werden, die durch die Preiserhöhung gestiegenen Einnahmen im Inland zu investieren (Wertpapiertransaktionen und Direktinvestitionen). Oder die Währungsbehörden des Auslandes könnten ihren Anteil an den Währungsreserven des Inlandes aufstocken (Devisenbilanz). In allen drei Fällen würde die Überschussnachfrage nach Devisen des Auslandes beseitigt.

## Sonderrolle der exportstarken asiatischen Länder

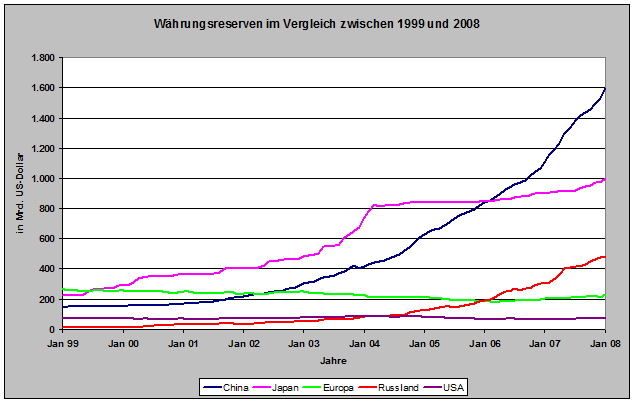
Währungsreserven von 1999 bis 2008 im Vergleich

Exportstarke asiatische Länder verzeichneten seit etwa einem Jahrzehnt ein rasantes Anwachsen der Währungsreserven. Besonders deutlich wird dies am Beispiel der Volksrepublik China. Dieses Land hat nach mehreren Jahren einer äußerst erfolgreichen Handelsbilanz im Jahr 2006 sogar Japan in der Summe der Währungsreserven überholt und besitzt seitdem die höchsten Währungsreserven der Welt. Per 31. März 2008 beliefen sich diese auf 1,682 Billionen US-Dollar. Im April 2011 betrugen die Devisenreserven Chinas erstmals über drei Billionen US-Dollar, Anfang 2014 3,82 Billionen US-Dollar.
Dies ist unter anderem darauf zurückzuführen, dass China etwa 40 % der produzierten Waren exportiert und eine außergewöhnlich hohe Sparquote von 35 % hat. Philip D. Wooldridge hat die Rolle Chinas in Bezug auf die weltweiten Währungsreserven wie folgt definiert: „Die Währungsreserven Chinas sind so umfangreich, dass schon geringe Veränderungen ihrer Zusammensetzung bedeutende Auswirkungen auf Schlussfolgerungen bezüglich Trends in aggregierten Daten haben können.“ Japan verfügte mit 1,015 Billionen US-Dollar per 31. März 2008 über die zweithöchsten Reserven der Welt und damit nicht minder bedeutend. Über die dritthöchsten Währungsreserven verfügte Saudi-Arabien (ca. 700 Milliarden US-Dollar). Asien verfügte im März 2008 insgesamt (ohne Japan) über etwa 2 Billionen US-Dollar und damit de facto über ein Drittel der weltweiten Währungsreserven. Eine Ursache für das „Horten“ von US-Dollar ist hierbei in der Asienkrise zu sehen.

## Währungsreserven in Millionen US-Dollar
Die Euroländer wurden getrennt erfasst, da die unterschiedlichen Mitgliedsstaaten eigene Währungsreserven unterhalten, die in der Bilanz der landeseigenen Zentralbank des jeweiligen Euro-Landes erfasst werden. Zum Beispiel ist die Deutsche Bundesbank die Zentralbank der Bundesrepublik Deutschland und zudem Mitglied der Europäischen Zentralbank (EZB). Durch den vertraglich fixierten, einheitlichen Währungs- und Wirtschaftsraum der Europäischen Union unterwirft sich die Deutsche Bundesbank weitestgehend der Währungspolitik der EZB.
| Land                    | 1999    | 2000    | 2001    | 2002    | 2003    | 2004    | 2005    | 2006      | 2007      | 2008      | 2009      | 2010      | 2011      | 2012      | 2013      | 2014      | 2015      | 2016      | 2017      |
| ----------------------- | ------- | ------- | ------- | ------- | ------- | ------- | ------- | --------- | --------- | --------- | --------- | --------- | --------- | --------- | --------- | --------- | --------- | --------- | --------- |
| Volksrepublik China     | 154.675 | 165.574 | 212.165 | 286.407 | 403.251 | 609.932 | 818.872 | 1.066.344 | 1.528.249 | 1.946.030 | 2.399.152 | 2.454.275 | 3.201.680 | …         | …         | …         | 3.406.111 | 3.097.845 | 3.235.895 |
| Japan                   | …       | 361.638 | 401.959 | 469.728 | 673.529 | 844.543 | 846.897 | 895.320   | 973.365   | 1.030.647 | 1.049.397 | 1.096.185 | 1.295.841 | 1.268.125 | 1.266.815 | 1.260.548 | 1.233.214 | 1.216.903 | 1.264.283 |
| Schweiz                 | …       | 53.724  | 51.860  | 61.526  | 69.618  | 74.620  | 57.630  | 64.470    | 75.404    | 74.017    | 135.001   | 270.661   | 332.047   | 531.275   | 535.883   | 545.400   | 602.494   | 679.359   | 811.197   |
| Saudi-Arabien           | …       | …       | …       | …       | …       | …       | …       | …         | …         | …         | …         | …         | 502.190   | …         | …         | 732.353   | 616.418   | 535.797   | ...       |
| Hongkong                | …       | 107.545 | 111.174 | 111.921 | 118.387 | 123.569 | 124.280 | 133.210   | 152.702   | 182.539   | 255.816   | 268.731   | 285.408   | 317.336   | 311.185   | 328.510   | 358.823   | 386.241   | ...       |
| Russland                | …       | …       | …       | …       | …       | 124.541 | 182.240 | 303.732   | 477.890   | 427.080   | 439.450   | 479.379   | 498.649   | 537.618   | 509.595   | 385.460   | 368.399   | 377.741   | 432.742   |
| Südkorea                | …       | …       | …       | …       | …       | …       | 210.391 | 238.956   | 262.224   | 201.223   | 269.995   | 291.571   | 306.402   | 326.968   | 346.460   | 363.593   | 367.962   | 371.102   | ...       |
| Brasilien               | …       | 33.011  | 35.866  | 37.823  | 49.296  | 52.935  | 53.799  | 85.839    | 180.334   | 193.783   | 238.520   | 288.575   | 352.012   | 373.147   | 358.808   | 363.551   | 356.464   | 365.016   | 373.972   |
| Indien                  | …       | …       | …       | …       | …       | …       | 131.192 | 170.071   | 275.316   | 255.968   | 283.470   | 297.334   | 296.688   | 295.638   | 293.877   | 320.649   | 350.381   | 358.898   | ...       |
| Singapur                | …       | 80.170  | 75.677  | 82.219  | 96.244  | 112.575 | 116.173 | 136.261   | 162.957   | 174.196   | 187.809   | 225.754   | 237.737   | 259.307   | 273.065   | 256.860   | 247.747   | 246.575   | 279.900   |
| Deutschland             | 93.467  | 87.295  | 82.150  | 89.142  | 96.847  | 97.165  | 101.668 | 111.636   | 136.235   | 138.036   | 180.854   | 216.598   | 238.858   | 248.878   | 198.250   | 192.732   | 173.682   | 185.274   | 200.094   |
| Mexiko                  | …       | 35.585  | 44.814  | 50.674  | 59.028  | 64.198  | 74.110  | 76.330    | 87.211    | 95.302    | 99.893    | 120.587   | 149.209   | 167.050   | 180.200   | 195.682   | 177.597   | 178.025   | ...       |
| Thailand                | …       | 32.661  | 33.048  | 38.924  | 42.148  | 49.832  | 52.066  | 66.985    | 87.455    | 111.008   | 138.418   | 172.129   | 175.124   | 181.608   | 167.289   | 157.108   | 156.514   | 171.853   | ...       |
| Vereinigtes Königreich  | …       | 57.701  | 51.146  | 59.072  | 67.507  | 76.671  | 79.160  | 85.647    | 97.255    | 65.494    | 83.264    | 106.567   | 121.926   | 134.261   | 132.929   | 135.589   | 155.879   | 158.548   | 184.192   |
| Frankreich              | …       | 63.552  | 58.756  | 61.715  | 70.789  | 77.371  | 74.373  | 98.251    | 115.726   | 102.930   | 133.090   | 166.319   | 172.206   | 184.551   | 144.950   | 143.456   | 138.169   | 146.781   | 156.425   |
| Italien                 | …       | 46.865  | 46.212  | 55.622  | 63.263  | 60.934  | 65.954  | 75.773    | 94.325    | 105.272   | 132.797   | 158.926   | 173.302   | 181.683   | 145.516   | 142.223   | 130.770   | 136.043   | 151.199   |
| Tschechien              | …       | 13.139  | 14.464  | 23.709  | 26.955  | 28.448  | 29.555  | 31.454    | 34.905    | 37.013    | 41.611    | 42.493    | 40.291    | 44.883    | 56.217    | 54.493    | 64.491    | 85.726    | 148.020   |
| Indonesien              | …       | …       | …       | …       | …       | …       | 33.140  | 42.586    | 56.920    | 51.639    | 66.105    | 96.207    | 110.123   | 112.781   | 99.387    | 111.862   | 105.931   | 116.362   | 130.196   |
| Vereinigte Staaten      | …       | 66.930  | 68.621  | 78.635  | 87.246  | 87.104  | 64.473  | 66.053    | 70.684    | 78.334    | 131.174   | 132.737   | 146.665   | 151.372   | 145.740   | 132.221   | 118.457   | 114.671   | 122.178   |
| Polen                   | …       | 27.464  | 26.565  | 29.794  | 33.975  | 36.783  | 42.571  | 48.484    | 65.745    | 62.180    | 79.591    | 93.514    | 97.866    | 108.915   | 106.219   | 100.438   | 94.921    | 114.392   | 113.279   |
| Israel                  | …       | …       | 23.326  | 23.975  | 26.147  | 27.019  | 27.931  | 29.006    | 28.564    | 42.722    | 60.616    | 71.284    | 74.736    | 75.878    | 81.615    | 85.696    | 90.506    | 98.447    | 113.251   |
| Türkei                  | …       | 23.369  | 19.961  | 28.094  | 35.169  | 37.612  | 52.378  | 63.186    | 76.415    | 74.254    | 74.829    | 85.968    | 88.340    | 119.167   | 131.035   | 127.308   | 110.533   | 106.111   | 107.635   |
| Malaysia                | …       | 28.708  | 29.896  | 33.741  | 44.208  | 66.209  | 70.183  | 82.457    | 101.345   | 91.536    | 96.678    | 106.498   | 133.642   | 139.724   | 134.911   | 115.937   | 95.290    | 94.525    | 102.446   |
| Kanada                  | …       | 32.424  | 34.248  | 37.169  | 36.268  | 34.466  | 33.018  | 35.063    | 41.081    | 43.872    | 54.357    | 57.151    | 65.819    | 68.546    | 71.937    | 74.700    | 79.753    | 82.718    | ...       |
| Philippinen             | …       | 15.063  | 15.692  | 16.365  | 17.063  | 16.228  | 18.494  | 22.967    | 33.751    | 37.551    | 44.243    | 62.373    | 75.302    | 83.831    | 83.187    | 79.541    | 80.667    | 80.692    | ...       |
| Dänemark                | 22.869  | 15.218  | 18.128  | 27.896  | 38.245  | 40.167  | 34.027  | 31.084    | 34.323    | 42.319    | 76.643    | 76.529    | 85.054    | 89.704    | 88.722    | 75.375    | 65.188    | 64.250    | 75.245    |
| Europäische Zentralbank | 49.485  | 42.157  | 43.386  | 47.728  | 46.655  | 47.796  | 48.912  | 52.606    | 58.335    | 65.904    | 68.817    | 75.887    | 79.122    | 81.643    | 73.896    | 73.458    | 71.387    | 72.821    | 74.401    |
| Spanien                 | …       | 35.577  | 34.252  | 40.303  | 26.812  | 19.758  | 17.225  | 19.340    | 19.057    | 20.244    | 28.204    | 31.942    | 47.101    | 50.595    | 46.320    | 50.347    | 53.970    | 63.143    | 69.412    |
| Peru                    | …       | …       | 8.633   | 9.459   | 9.919   | 12.301  | 13.736  | 16.894    | 27.372    | 30.864    | 32.803    | 43.765    | 48.367    | 63.471    | 65.128    | 61.775    | 60.962    | 61.146    | 63.067    |
| Norwegen                | …       | 27.864  | 23.547  | 32.412  | 37.720  | 44.308  | 46.987  | 56.845    | 60.865    | 51.028    | 48.737    | 52.839    | 48.786    | 51.860    | 58.288    | 64.794    | 57.452    | 60.443    | ...       |
| Schweden                | …       | 17.706  | 15.640  | 19.340  | 22.410  | 24.759  | 24.880  | 28.008    | 31.062    | 29.718    | 47.267    | 48.295    | 50.362    | 52.262    | 65.379    | 62.533    | 58.164    | 59.395    | ...       |
| Australien              | …       | 18.815  | 18.662  | 21.560  | 33.250  | 36.920  | 43.257  | 55.078    | 26.909    | 32.927    | 41.721    | 42.268    | 46.804    | 49.222    | 52.733    | 53.891    | 49.272    | 55.054    | ...       |
| Argentinien             | …       | 25.148  | 14.945  | 10.496  | 13.935  | 19.646  | 28.087  | 32.037    | 46.166    | 46.386    | 47.967    | 52.190    | 46.376    | 43.290    | 30.600    | 31.408    | 25.563    | 39.308    | 55.055    |
| Südafrika               | …       | 11.297  | 12.551  | 15.530  | 25.077  | 32.958  | 20.650  | 25.612    | 32.979    | 34.100    | 39.705    | 43.834    | 48.861    | 50.736    | 49.588    | 49.102    | 45.787    | 47.356    | 50.722    |
| Kolumbien               | …       | 9.006   | 10.245  | 10.844  | 10.921  | 13.539  | 14.957  | 15.440    | 20.955    | 23.670    | 24.991    | 28.078    | 31.911    | 36.998    | 43.158    | 46.807    | 46.223    | 46.177    | 47.132    |
| Rumänien                | …       | …       | …       | …       | …       | …       | 21.538  | 30.243    | 40.022    | 39.343    | 44.455    | 48.037    | 48.200    | 46.724    | 48.868    | 43.107    | 38.633    | 39.956    | 44.502    |
| Chile                   | …       | 14.741  | 14.226  | 15.351  | 15.851  | 16.016  | 16.963  | 19.429    | 16.910    | 23.162    | 25.373    | 27.864    | 41.979    | 41.649    | 41.094    | 40.447    | 38.643    | 40.494    | 38.982    |
| Niederlande             | …       | 17.636  | 16.926  | 19.016  | 21.567  | 21.612  | 20.463  | 23.903    | 26.890    | 28.508    | 39.610    | 46.241    | 51.266    | 54.816    | 46.352    | 42.921    | 38.259    | 36.300    | 38.497    |
| Kasachstan              | …       | …       | …       | …       | 4.962   | 9.280   | 7.070   | 19.113    | 17.392    | 19.401    | 23.091    | 28.275    | 29.328    | 28.289    | 24.703    | 28.873    | 27.876    | 29.530    | ...       |
| Bulgarien               | …       | …       | …       | …       | 6.827   | 9.336   | 8.695   | 11.756    | 17.572    | 17.693    | 18.611    | 17.339    | 17.272    | 20.520    | 19.895    | 20.074    | 22.085    | 25.192    | 28.378    |
| Ungarn                  | …       | 11.229  | 10.748  | 10.404  | 12.809  | 15.940  | 18.546  | 21.595    | 24.121    | 33.457    | 44.192    | 44.996    | 48.876    | 44.703    | 46.589    | 41.982    | 33.012    | 25.703    | 28.026    |
| Marokko                 | …       | …       | …       | …       | …       | …       | 16.503  | 20.670    | 24.730    | 22.786    | 23.603    | 23.959    | 20.449    | 17.390    | 19.049    | 20.522    | 23.008    | 25.366    | ...       |
| Belgien                 | …       | 12.256  | 13.566  | 14.699  | 14.453  | 13.987  | 11.994  | 13.435    | 16.505    | 15.644    | 23.985    | 26.850    | 29.434    | 30.776    | 26.939    | 25.388    | 24.098    | 23.562    | 26.160    |
| Portugal                | …       | 14.227  | 15.081  | 17.701  | 12.820  | 11.684  | 10.364  | 9.882     | 11.546    | 11.947    | 15.985    | 21.002    | 21.337    | 22.660    | 17.555    | 19.616    | 19.396    | 25.132    | 26.111    |
| Ägypten                 | …       | …       | …       | …       | …       | …       | 21.915  | 26.073    | 31.717    | 32.225    | 34.137    | 36.194    | 18.313    | 14.851    | 16.565    | 14.877    | 15.886    | 23.614    | ...       |
| Österreich              | …       | 17.563  | 15.608  | 13.044  | 12.640  | 12.061  | 11.891  | 12.841    | 18.219    | 16.698    | 18.055    | 22.299    | 25.161    | 27.214    | 23.297    | 24.940    | 22.236    | 23.357    | 21.576    |
| Neuseeland              | …       | 3.954   | 3.566   | 4.964   | 6.086   | 6.945   | 8.897   | 14.058    | 17.236    | 11.154    | 15.582    | 16.725    | 17.012    | 17.582    | 16.321    | 15.860    | 14.701    | 17.809    | 20.682    |
| Jordanien               | …       | …       | …       | …       | …       | …       | 6.593   | 6.979     | 7.929     | 8.919     | 12.139    | 13.637    | 12.107    | 8.814     | 13.824    | 16.044    | 16.303    | 15.540    | ...       |
| Ukraine                 | …       | …       | …       | 4.469   | 6.943   | 9.715   | 19.391  | 22.358    | 32.479    | 31.543    | 26.505    | 34.576    | 31.795    | 24.546    | 20.416    | 7.533     | 13.300    | 15.539    | 18.808    |
| Venezuela               | …       | …       | …       | …       | …       | …       | 29.636  | 36.672    | 33.477    | 33.057    | …         | 30.300    | …         | …         | …         | …         | …         | …         | ...       |
| Kroatien                | …       | 3.432   | 4.704   | 5.886   | 8.191   | 8.759   | 8.801   | 11.489    | 13.675    | 12.958    | 14.896    | 14.139    | 14.485    | 14.804    | 17.766    | 15.424    | 14.968    | 14.248    | ...       |
| Uruguay                 | …       | …       | …       | …       | 2.087   | 2.512   | 3.071   | 3.091     | 4.121     | 6.329     | 8.037     | 7.744     | 10.302    | 13.566    | 16.275    | 17.810    | 15.634    | 13.436    | ...       |
| Finnland                | …       | 8.407   | 8.420   | 9.825   | 11.175  | 12.911  | 11.330  | 7.496     | 8.384     | 8.342     | 11.451    | 9.561     | 10.340    | 11.079    | 11.269    | 10.662    | 10.013    | 10.479    | 10.505    |
| Bangladesch             | …       | …       | …       | …       | …       | …       | 2.820   | 3.900     | 5.580     | …         | …         | …         | 10.400    | …         | …         | …         | …         | …         | ...       |
| Bolivien                | …       | …       | …       | …       | …       | …       | …       | …         | …         | …         | …         | …         | …         | …         | …         | …         | 13.056    | 10.081    | ...       |
| Guatemala               | …       | …       | …       | …       | …       | …       | …       | …         | …         | 4.653     | 5.209     | 5.950     | 6.184     | 6.690     | 7.269     | 7.329     | 7.746     | 9.156     | ...       |
| Sri Lanka               | …       | …       | …       | …       | …       | …       | 2.458   | 2.532     | 3.064     | 3.190     | …         | …         | …         | …         | …         | …         | 7.304     | 6.019     | 7.959     |
| Belarus                 | …       | …       | …       | …       | …       | 770     | 1.297   | 1.383     | 4.182     | 3.061     | 5.653     | 5.031     | 7.916     | 8.095     | 6.651     | 5.059     | 4.176     | 4.927     | 7.315     |
| Costa Rica              | …       | …       | …       | …       | …       | …       | …       | …         | …         | …         | 4.066     | 4.627     | 4.756     | 6.857     | 7.331     | 7.211     | 7.834     | 7.574     | 7.150     |
| Tunesien                | …       | …       | 1.994   | 2.322   | 2.972   | 4.034   | 4.439   | 6.777     | 7.955     | 8.957     | 10.647    | 9.549     | 7.552     | 8.645     | 7.719     | 7.662     | 7.477     | …         | ...       |
| Island                  | …       | 404     | 353     | 462     | 819     | 1.074   | 1.069   | 2.342     | 2.632     | 3.560     | 3.883     | 5.798     | 8.550     | 4.184     | 4.218     | 4.177     | 5.042     | 7.227     | ...       |
| Griechenland            | …       | …       | …       | …       | 5.816   | 2.716   | 2.295   | 2.857     | 3.667     | 3.508     | 5.556     | 6.383     | 6.899     | 7.257     | 5.754     | 6.213     | 6.026     | 6.893     | ...       |
| Dominikanische Republik | …       | …       | …       | …       | …       | …       | …       | …         | …         | …         | …         | …         | …         | …         | 4.701     | 4.862     | 5.266     | 6.047     | ...       |
| Kenia                   | …       | …       | …       | …       | …       | …       | 1.470   | 1.780     | 2.440     | 2.060     | …         | 4.585     | …         | …         | …         | …         | …         | …         | ...       |
| Mauritius               | …       | …       | …       | …       | …       | …       | 1.365   | 1.300     | 1.822     | 1.780     | 2.302     | 2.601     | 2.778     | 3.046     | 3.491     | 3.919     | 4.260     | 4.967     | ...       |
| Honduras                | …       | …       | …       | …       | …       | …       | …       | …         | …         | …         | …         | 2.699     | 2.793     | 2.533     | 3.008     | 3.458     | 3.755     | 3.814     | 4.708     |
| Lettland                | …       | 919     | 1.218   | 1.327   | 1.535   | 2.022   | 2.361   | 4.509     | 5.758     | 5.248     | 6.905     | 7.605     | 6.386     | 7.523     | 7.892     | 3.228     | 3.446     | 3.514     | 4.619     |
| Litauen                 | …       | …       | …       | …       | …       | 3.594   | 3.816   | 5.773     | 7.712     | 6.442     | 6.627     | 6.598     | 8.211     | 8.530     | 8.073     | 8.728     | 1.697     | 2.602     | 4.451     |
| Irland                  | …       | …       | 5.640   | 5.482   | 4.161   | 2.916   | 878     | 843       | 940       | 1.038     | 2.155     | 2.120     | 1.704     | 1.709     | 1.638     | 1.792     | 2.203     | 3.591     | 4.414     |
| Jamaika                 | …       | …       | …       | …       | …       | …       | …       | …         | …         | …         | …         | …         | …         | …         | 1.818     | 2.474     | 2.914     | 3.291     | ...       |
| El Salvador             | …       | 1.893   | 1.712   | 1.591   | 1.910   | 1.893   | 1.833   | 1.908     | 2.198     | 2.545     | 2.987     | 2.883     | 2.504     | 3.143     | 2.692     | 2.693     | 2.787     | 3.238     | 3.567     |
| Albanien                | …       | …       | …       | …       | …       | …       | …       | …         | …         | …         | …         | …         | …         | …         | …         | 2.665     | 3.139     | 3.109     | ...       |
| Slowakei                | 3.425   | 4.077   | 4.189   | 9.196   | 12.149  | 14.913  | 15.480  | 13.364    | 18.976    | 18.830    | 1.820     | 2.166     | 2.419     | 2.508     | 2.153     | 2.634     | 2.874     | 2.892     | 3.414     |
| Georgien                | …       | …       | …       | …       | …       | …       | …       | …         | 1.361     | 1.480     | 2.110     | 2.264     | 2.818     | 2.873     | 2.823     | 2.699     | 2.521     | 2.757     | 3.039     |
| Moldau                  | …       | …       | …       | …       | …       | …       | …       | 775       | 1.334     | 1.672     | 1.480     | 1.718     | 1.965     | 2.515     | 2.821     | 2.157     | 1.757     | 2.206     | 2.803     |
| Nordmazedonien          | …       | …       | …       | …       | …       | …       | …       | …         | …         | …         | …         | …         | 2.677     | 2.891     | 2.729     | 2.963     | 2.471     | 2.755     | 2.802     |
| Ecuador                 | …       | …       | …       | …       | …       | …       | 2.146   | 2.023     | 3.520     | 3.511     | …         | …         | 2.600     | …         | …         | …         | …         | …         | ...       |
| Nicaragua               | …       | …       | …       | …       | …       | …       | …       | …         | …         | …         | …         | 1.799     | 1.892     | 1.887     | 1.993     | 2.276     | 2.492     | 2.448     | ...       |
| Armenien                | …       | …       | …       | …       | 506     | 549     | 674     | 1.072     | 1.657     | 1.405     | 2.003     | 1.859     | 1.959     | 1.799     | 2.253     | 1.489     | 1.771     | 2.200     | 2.314     |
| Kirgisistan             | …       | …       | …       | …       | …       | 565     | 608     | 814       | 1.173     | 1.221     | 1.584     | 1.717     | 1.831     | 2.062     | 2.235     | 1.855     | 1.683     | 1.883     | 2.087     |
| Slowenien               | …       | 3.196   | 4.397   | 7.063   | 8.598   | 8.899   | 8.160   | 7.139     | 1.066     | 956       | 1.079     | 1.073     | 992       | 953       | 923       | 1.017     | 857       | 744       | 891       |
| Zypern                  | …       | …       | …       | …       | …       | …       | 4.327   | 5.871     | 6.206     | 1.128     | …         | 1.141     | 1.206     | 1.201     | 919       | 890       | 806       | 817       | 888       |
| Luxemburg               | …       | …       | …       | …       | …       | …       | 279     | 266       | 206       | 399       | 811       | 851       | 1.014     | 991       | 964       | 863       | 771       | 974       | 879       |
| Malta                   | …       | …       | …       | …       | …       | …       | 2.536   | 2.915     | 3.694     | …         | 538       | 541       | 512       | 704       | 600       | 619       | 572       | 677       | 833       |
| Seychellen              | …       | …       | …       | …       | …       | …       | …       | …         | …         | …         | …         | …         | 279       | 308       | 425       | 464       | 536       | 523       | 545       |
| Estland                 | …       | 923     | 823     | 1.003   | 1.385   | 1.796   | 1.949   | 2.791     | 3.295     | 3.972     | 3.981     | 2.568     | 208       | 301       | 316       | 437       | 415       | 352       | ...       |
| Palästina               | …       | …       | …       | …       | …       | …       | …       | …         | …         | …         | …         | …         | …         | 664       | 685       | 672       | 581       | 313       | ...       |
| Eurozone                | 373.804 | 351.712 | 346.069 | 383.906 | 387.331 | 382.692 | 377.617 | 429.119   | 511.088   | 520.778   | 666.087   | 789.963   | 863.136   | 909.532   | 747.587   | 743.395   | 701.385   | 745.917   | 802.828   |

Die Währungsreserven der Bundesrepublik Deutschland betrugen ohne Goldreserven im Sommer 1991 rund 58 Milliarden US-Dollar.